# Charlie Blast's Territory
Charlie Blast's Territory és un videojoc de trencaclosques dissenyat per Scott Kim i llançat per la Nintendo 64 al 1999.

## Jugabilitat
El principal objectiu dels 60 nivells que hi ha al videojoc en el mode puzzle és explotar totes les bombes de la pantalla. Hi ha 6 mons i a cadascun d'ells hi ha 10 nivells, llavors, quan es finalitzen els deu nivells el jugador canvia de món.
- Nivells 1-10: Sobre el desert
- Nivells 11-20: Sobre la neu
- Nivells 21-30: Sobre un lloc tropical
- Nivells 31-40: Sobre la selva
- Nivells 41-50: Sobre el gel
- Nivells 51-60: Sobre el cristall